# زبان بتسی
زبان بتسی زبان مردم بتسی است که جزء گروه‌های اقلیت قفقازی هستند. این زبان بخشی از خانواده زبان‌های ناخی، از زبان‌های قفقازی است. زبان بتسی دارای ۲٬۵۰۰ تا ۳٬۰۰۰ گویشور است (در سال ۱۹۷۵).
زبان بتسی تنها به صورت گفتاری به کار می‌رود و در نوشتار مردم بتسی از زبان گرجی استفاده می‌کنند. این زبان توسط دو عضو دیگر خانواده زبان‌های ناخی، یعنی چچنی و اینگوشی، قابل درک نیست.